# Thomisus arabicus
Thomisus arabicus är en spindelart som beskrevs av Simon 1882. Thomisus arabicus ingår i släktet Thomisus och familjen krabbspindlar. Inga underarter finns listade i Catalogue of Life.